# Heaven (John Legend)
Heaven is een single van de Amerikaanse r&b-zanger John Legend.
Heaven was de tweede single van zijn tweede album, Once Again, uitgebracht in 2006. Heaven volgt na zijn eerste single Save Room en werd geproduceerd door Legend zelf en Kanye West. De single werd in de Verenigde Staten uitgebracht in september en werd in Groot-Brittannië uitgebracht op 11 december 2006. De videoclip, met Hype Williams als regisseur, werd opgenomen in Londen.